# جورج بيك (سياسي)
جورج بيك هو سياسي كندي، ولد في 16 نوفمبر 1917 في تورونتو في كندا، وتوفي في 1993 في بيتيربوروغ في كندا. حزبياً، نشط في حزب أونتاريو المحافظ التقدمي. وقد انتخب عضو برلمان مقاطعة أونتاريو.